# Douglas Coates
Douglas Marsden Coates, (Wath-on-Dearne, Yorkshire, 1898 - Stanwell, Middlesex, 1974) was een Engelse organist, componist en dirigent.

## Leven
Coates werd geboren in een muzikaal gezin in het zuiden van Yorkshire. Zijn vader George Marsden Coates genoot regionale naam als organist en componist. Douglas Coates kreeg zijn eerste muzikale scholing van zijn vader en werd al op dertienjarige leeftijd assistent-organist van de kerk van zijn geboorteplaats, als plaatsvervanger van zijn vader. In 1916 werd hij organist en koordirigent in Goldthorpe en vier jaar later in Swinton.
Muziek zou altijd een nevenactiviteit blijven. Na zijn schooltijd werd hij medewerker van de Midland Bank en bleef tot zijn pensionering werkzaam in de bankwereld.
Zijn werk bracht hem in 1923 naar Londen. Hij kreeg opnieuw posten als kerkorganist en dirigeerde het koor en orkest van de Midland Bank en was dirigent van de Brentford and Chiswick Musical Society. 
Coates was getrouwd en het echtpaar had een dochter.

## Werk
Als componist is Coates nooit doorgebroken. Zonder formele muzikale opleiding, moest hij het hebben van zijn doorzettingsvermogen en zijn eigen talent. Als organist en koordirigent werd hij in eigen kring gewaardeerd. Hij componeerde een aantal orgelwerken, waaronder Seven short improvisations (1968), naast korte pianostukken en koorwerken, vooral voor kerkelijk gebruik.
Vanaf circa 1930 probeerde Coates ook de grotere muzikale vormen uit. In 1934 ontstond een vioolconcert, later schreef hij nog een celloconcert en een vioolsonate. Deze muziek bereikte nooit het grote publiek. Het vioolconcert werd in 1951 uitgevoerd door Colin Sauer met het BBC Northern Orchestra o.l.v. Charles Groves. De reacties waren niet positief en pogingen om het celloconcert en de sonate uitgevoerd te krijgen, mislukten. Waarschijnlijk heeft Coates daarna de partituren vernietigd.
Een opname van de radio-uitzending bleef echter bewaard en werd in 2006, na een intensieve restauratie, op cd uitgebracht.